# Consoană africată postalveolară surdă
În fonetică, consoana africată postalveolară surdă este un sunet consonantic care apare în unele limbi. Simbolul său fonetic este [ʧ]. În limba română se notează cu litera C urmată de E sau I și apare în cuvinte precum cerb /ʧerb/, ace /'a.ʧe/, vraci /vraʧ‿i/.
Perechea sonoră a acestui sunet este consoana africată postalveolară sonoră [ʤ].

## Pronunție
- Modul de articulare este sibilant africat, adică fluxul de aer este mai întâi blocat complet și apoi lăsat să treacă printre dinți producând o turbulență care se aude ca o șuierătură.
- Locul de articulare este alveolar, adică prin atingerea alveolelor incisivilor superiori cu partea anterioară a limbii.
- Este o consoană surdă, adică în timpul pronunției sale coardele vocale nu vibrează.
- Este o consoană orală, adică fluxul de aer lăsat să iasă pe gură.
- Este o consoană centrală, adică aerul trece pe deasupra părții centrale a limbii.
- Este o consoană pulmonară, adică obținută prin aplicarea unei presiuni din plămâni.

### Diferența față de succesiunea oclusivă+fricativă
La fel ca în cazul altor consoane africate, [ʧ] nu este simpla succesiune de două consoane [t.ʃ], ci o consoană care începe ca oclusiva [t] și se termină ca fricativa [ʃ]. Diferența dintre consoana [ʧ] și secvența [t.ʃ] constă în faptul că în secvență are loc emisia aerului de două ori, atît după [t] cît și în timpul fricativei [ʃ], în timp ce la consoana africată emisia aerului are loc o singură dată, la final. Contrastul se poate pune în evidență prin perechea de enunțuri am pregăti cina și am pregătit șina, care diferă numai prin [ʧ], respectiv [t.ʃ].
Unele lucrări mai vechi susțineau totuși că în consoana [ʧ] se pot distinge două consoane separate [t.ʃ]. Ca demonstrație se înregistra un cuvânt care conține consoana [ʧ] și se reda înregistrarea în sens invers. Astfel, cuvântul ceapă redat invers sună aproximativ ăpașt, ceea ce pare să confirme ipoteza. Însă într-o astfel de redare toate sunetele sunt distorsionate, ceea ce împiedică o evaluare obiectivă.
Aceeași distincție se face și în limba engleză, de exemplu în perechea why choose /waɪ ʧuːz/ „de ce să alegi” și white shoes /waɪt ʃuːz/ „pantofi albi”.